# Неправилна галактика
Неправилните галактики нямат определена форма. Възможно е да са образувани от останките на галактики, които са се сблъскали. Те не могат да се отнесат към елиптичните или спиралните галактики и затова се наричат неправилни. Всяка от тях е уникална и неповторима по външността си. Тези галактики са изключително ярки поради наличието на много звезден прах в тях. По същата причини в неправилните галактики се образуват много нови звезди.  Около 20% от всички галактики са неправилни. Някои неправилни галактики са били спирални или елиптични в своето минало, но с течение на времето са се деформирали след намесата на гравитационното притегляне.

## Типове неправилни галактики
Съществуват два основни типа неправилни галактики:
- Irr I — сходни са със спиралните галактики, понеже имат много газ и млади звезди, но нямат спирални ръкави.
- Irr II – тези галактики са разкривени и изглеждат доста странно. Тяхната форма е причина астрономите да вярват, че този тип галактики може би са се сблъсквали с други галактики в миналото.